# Эфрат
Эфра́т (ивр. אפרת‎) — израильское поселение и местный совет в Иудее, на Западном берегу реки Иордан, к югу от Иерусалима.
Эфрат находится в 12 километрах к югу от Иерусалима, между Вифлеемом и Хевроном, и в 6.5 километрах востоку от Зелёной линии, на высоте 960 метров над уровнем моря и занимает около 6000 дунамов. Эфрат населён в основном религиозными сионистами, в том числе репатриантами из других стран.
В июле 2019 года премьер-министр Израиля Б. Нетаньяху посетил поселение и пообещал, что ни один его житель не будет выселен.

## Население
По данным Центрального статистического бюро Израиля, население на начало 2020 года составляло 10 806 человек.